# 楢崎元好
楢崎 元好（ならさき もとよし）は、戦国時代から江戸時代初期にかけての武将。楢崎氏は備後国芦田郡久佐の朝山二子城（楢崎城）を本拠とした国人で、毛利氏の家臣となる。長州藩士。父は楢崎景好。

## 生涯
永禄5年（1562年）、楢崎景好の嫡男として生まれる。
慶長2年（1597年）から始まる慶長の役において、元好は従兄弟の元兼や政友らと共に毛利秀元に従って朝鮮に渡ったが、同年9月18日に元兼が釜山で病死した。元兼には嗣子がいなかったため、元好が跡を継いだ。
寛永8年（1631年）5月1日、死去。享年70。嫡男の就継が跡を継いだ。